# Ропер (Северна Каролина)
Ропер (енгл. Roper) град је у америчкој савезној држави Северна Каролина.

## Демографија
По попису из 2010. године број становника је 611, што је 2 (-0,3%) становника мање него 2000. године.
| Група             | 2000.       | 2010.       |
| Белци             | 121 (19,7%) | 111 (18,2%) |
| Афроамериканци    | 461 (75,2%) | 480 (78,6%) |
| Азијати           | 0 (0,0%)    | 0 (0,0%)    |
| Хиспаноамериканци | 31 (5,1%)   | 18 (2,9%)   |
| Укупно            | 613         | 611         |